# Pont du Carrousel
Pour les articles homonymes, voir Carrousel.
Le pont du Carrousel est un pont situé à Paris et traversant la Seine entre le quai des Tuileries (1er arrondissement) et le quai Voltaire (7e arrondissement).

## Situation et accès
Ce site est desservi par la station de métro Palais Royal - Musée du Louvre.

## Historique

### Pont du Carrousel ou pont des Saints-Pères de 1834
Généralement appelé « pont du Carrousel,, », il était également nommé « pont des Saints-Pères » car son axe prolongeait presque celui de la rue des Saints-Pères. Il était aussi parfois nommé « pont du Louvre », puisqu'il débouchait face au palais du Louvre, rive droite.

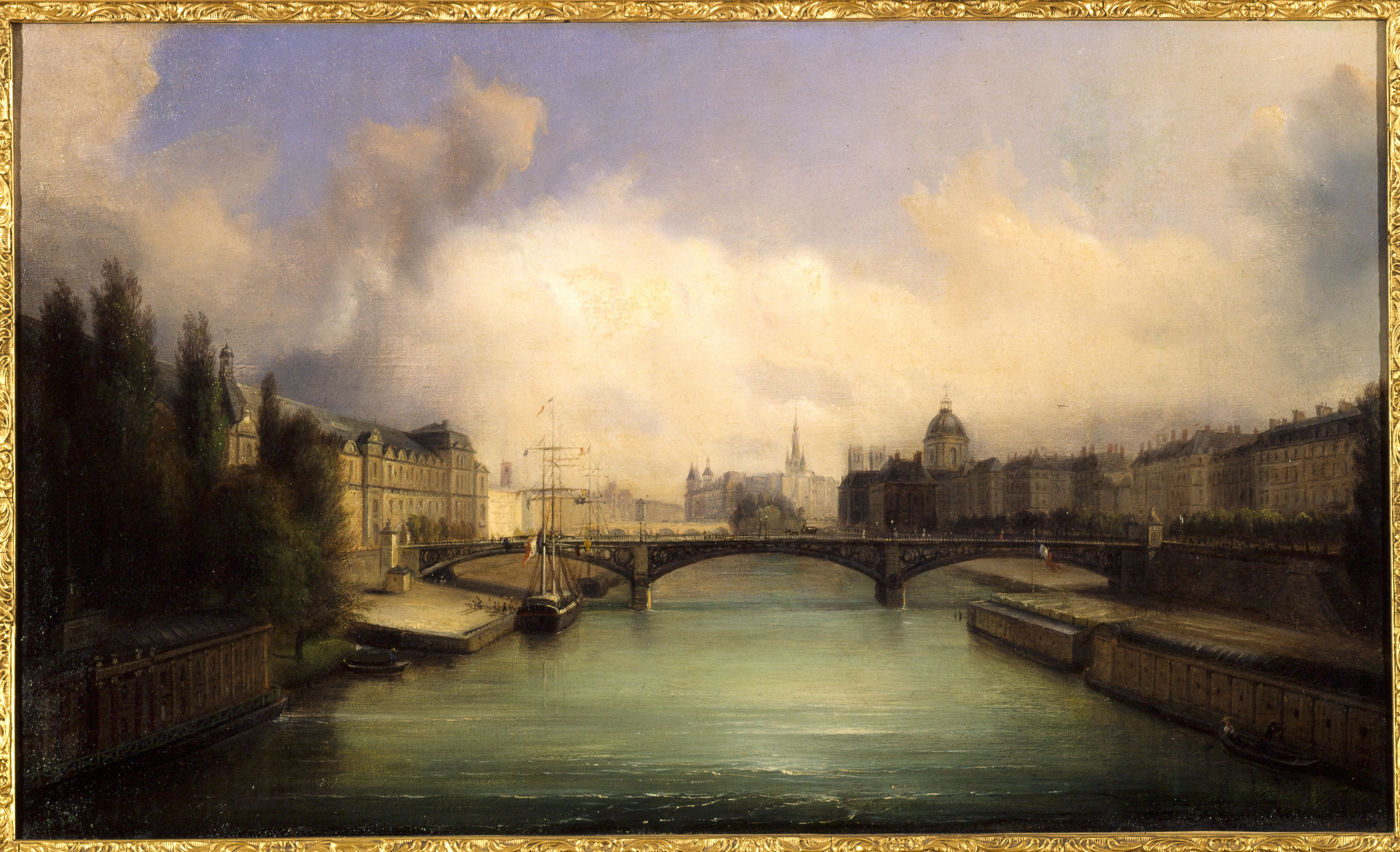
Pont des Saints-Pères, en 1855, Paris vu du pont Royal (1855), de François-Edmée Ricois, musée Carnavalet (Paris).

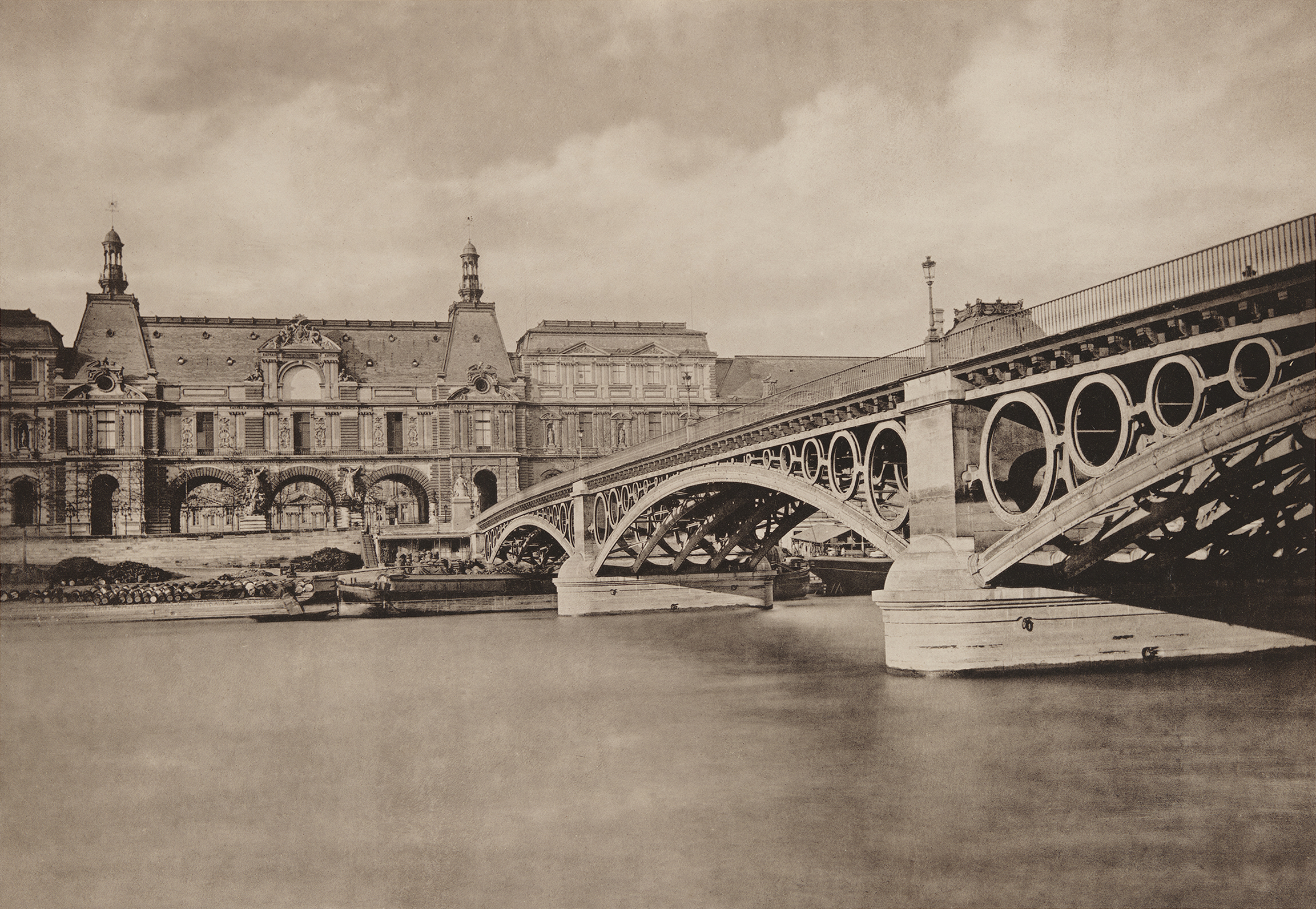
Le pont des Saints-Pères (photographie d'Hippolyte-Auguste Collard, 1883).

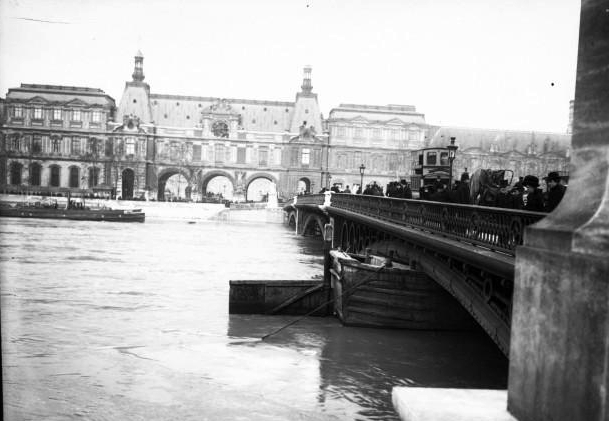
Le pont pendant la crue de la Seine de 1910.

Une ordonnance royale du 11 octobre 1831 autorisa la construction du pont en déclarant concessionnaire M. Rangot. Ce dernier passa ses droits à M. Borde. La concession était prévue pour trente-quatre années et dix mois à partir du 1er janvier 1833. Elle devait donc durer jusqu'au 1er novembre 1867.
Son concepteur, Antoine-Rémy Polonceau, fait preuve d'un grand sens de l'innovation puisqu'il réalise un pont en arc alors que la tendance était aux ponts suspendus. La structure complexe en fonte et en bois est aussi très audacieuse, ce qui lui vaut quelques critiques. Ainsi, les cercles de fer qui décorent la structure métallique sont appelés ironiquement les « ronds de serviette ». À chaque angle du pont s'élèvent des sculptures de Louis Petitot (toujours en place sur l'ouvrage actuel) représentant l'Abondance, l'Industrie, la Seine et la Ville de Paris. Elles datent de 1845.
Le pont est livré à la circulation le 30 octobre 1834. Il a une longueur totale de 169,5 m et une largeur entre garde-corps de 11,85 m et comprend trois arches de 47,67 m d'ouverture.
Le 28 décembre 1849, la ville de Paris passe un traité, approuvé par décret le 14 février 1850, pour racheter le péage pour 1 766 656 francs payables par annuités partielles entre le 1er septembre 1850 et le 1er novembre 1867.
Sous le Second Empire, le pont, qui se trouve sur un axe reliant les gares de Montparnasse et Saint-Lazare, voit sa circulation augmenter. Le préfet Haussmann envisage de refaire un pont plus large dans l'axe des guichets du Louvre réalisés par l'architecte Hector-Martin Lefuel, dans le cadre du grand projet réunissant le Louvre et le palais des Tuileries. Ce projet a été abandonné à la suite du déclenchement de la guerre de 1870.
En 1883, le pont est fermé à la circulation pendant six mois pour remplacer une partie des poutres et des traverses. Les techniciens qui font ce changement conseillent de changer le platelage en bois du tablier par du fer martelé. Cela sera fait en 1906, le bois du tablier est remplacé par du fer.
Malgré cette réparation, le pont est étroit et bouge dangereusement.
Entre octobre 1905 et novembre 1906, une discussion a lieu par l'entremise de la revue Le Béton armé entre la firme de Hennebique, représentée par l'ingénieur L. Quesnel et Jean Résal, qui est l'ingénieur en chef du Service de la navigation de la Seine et des ponts de Paris. Hennebique voulait montrer la supériorité du béton armé et son intérêt économique.

### Pont du Carrousel de 1935
En 1930, on le juge aussi d'une hauteur insuffisante pour la navigation fluviale, et il est décidé de le détruire totalement pour le remplacer par un nouvel ouvrage, un peu plus en aval, face aux guichets du Louvre. Il est démoli en 1937.
Le nouveau pont est conçu par le service des Ponts de Paris avec les ingénieurs Henri Lang et Jacques Morane, aidés des architectes Gustave Umbdenstock et Georges Tourry : il reprend la forme générale du pont initial avec ses trois arches, mais est maintenant en béton armé, confirmant ainsi la proposition faite par Hennebique en 1905. L'ingénieur des ponts et chaussées Jacques Morane écrivit dans la revue Travaux de juillet 1935 que « seule la pierre de taille peut donner au pont du Carrousel le caractère monumental qu'exige ici le voisinage du Louvre, de l'Institut, du pont Neuf et du pont Royal » en reprenant « l'exemple récent du pont de la Tournelle ».
L'avant-projet est présenté en 1932. Les travaux sont autorisés par décret du conseil d'État du 26 août 1933. Le projet définitif est adjugé le 23 mai 1935. Les travaux commencent par la partie aval qui est mise en service avant la destruction de l'ancien pont. La Seconde Guerre mondiale arrêta les travaux d'aménagement en rive gauche.
Raymond Subes a conçu, pour l'éclairage du pont, un ingénieux système de réverbères télescopiques mis en place en 1946 (les lampes s'élevant de 13 m le jour à 20 m la nuit), le mécanisme télescopique, tombé en panne peu de temps après sa mise en service, a été restauré en 1999.

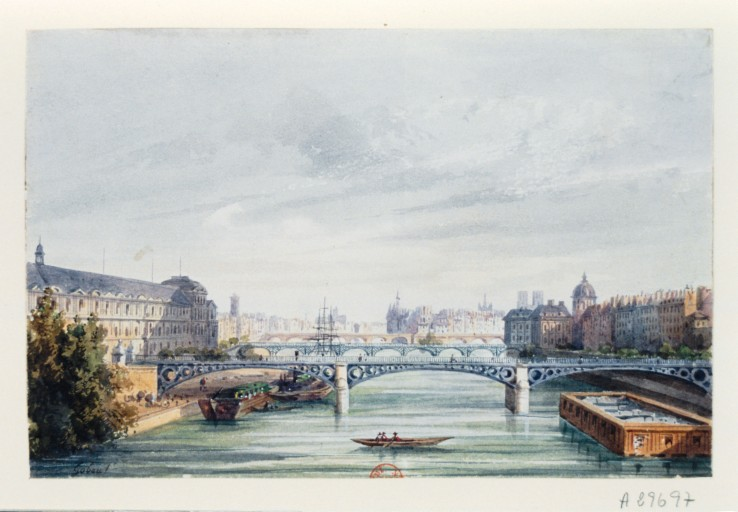
Le pont des Saint-Pères.
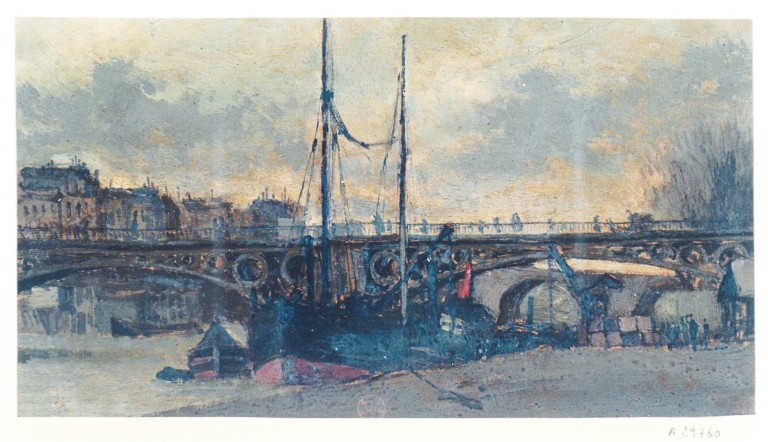
Le pont des Saint-Pères.
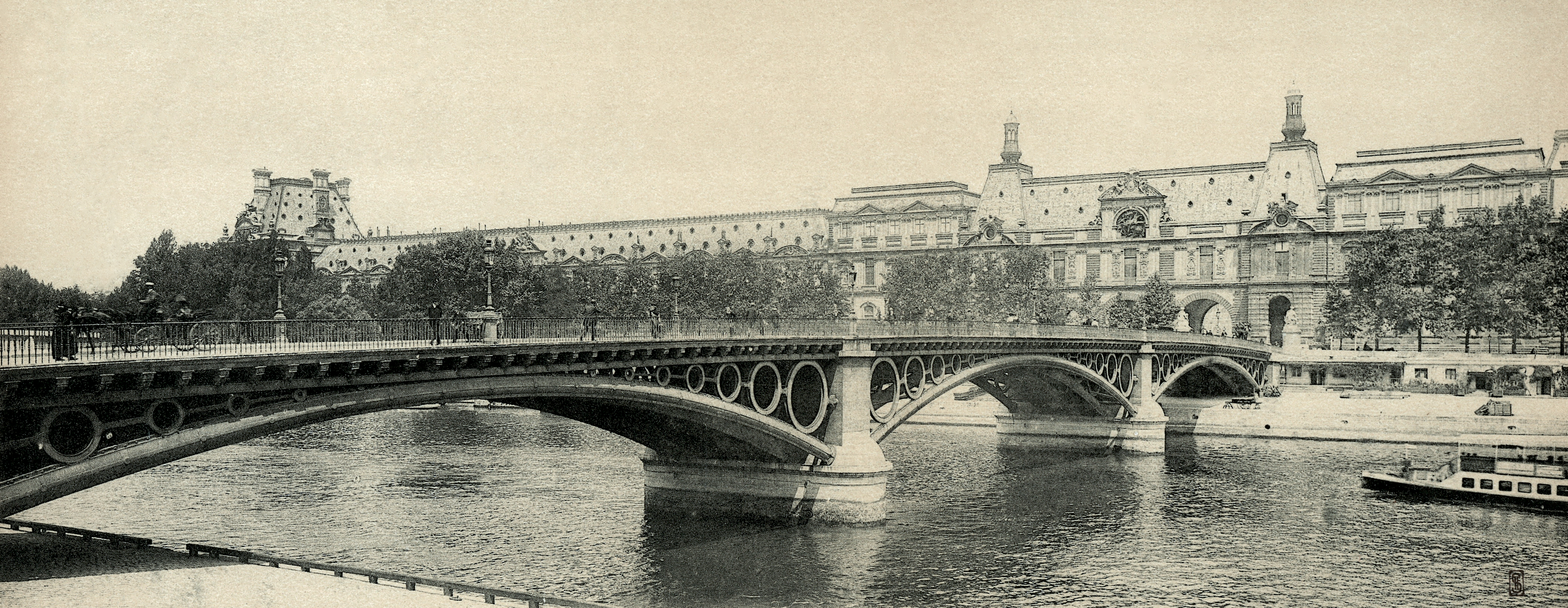
Le pont du Carrousel vers 1900, sur les plans de Polonceau.

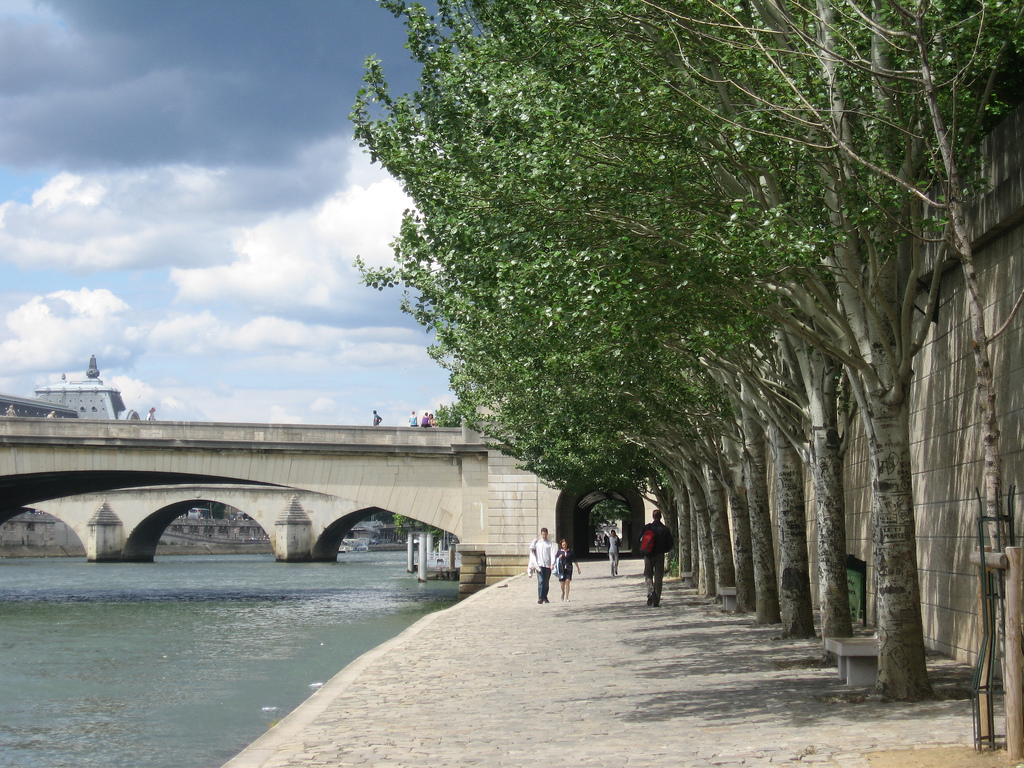
Le pont du Carrousel depuis la rive droite.
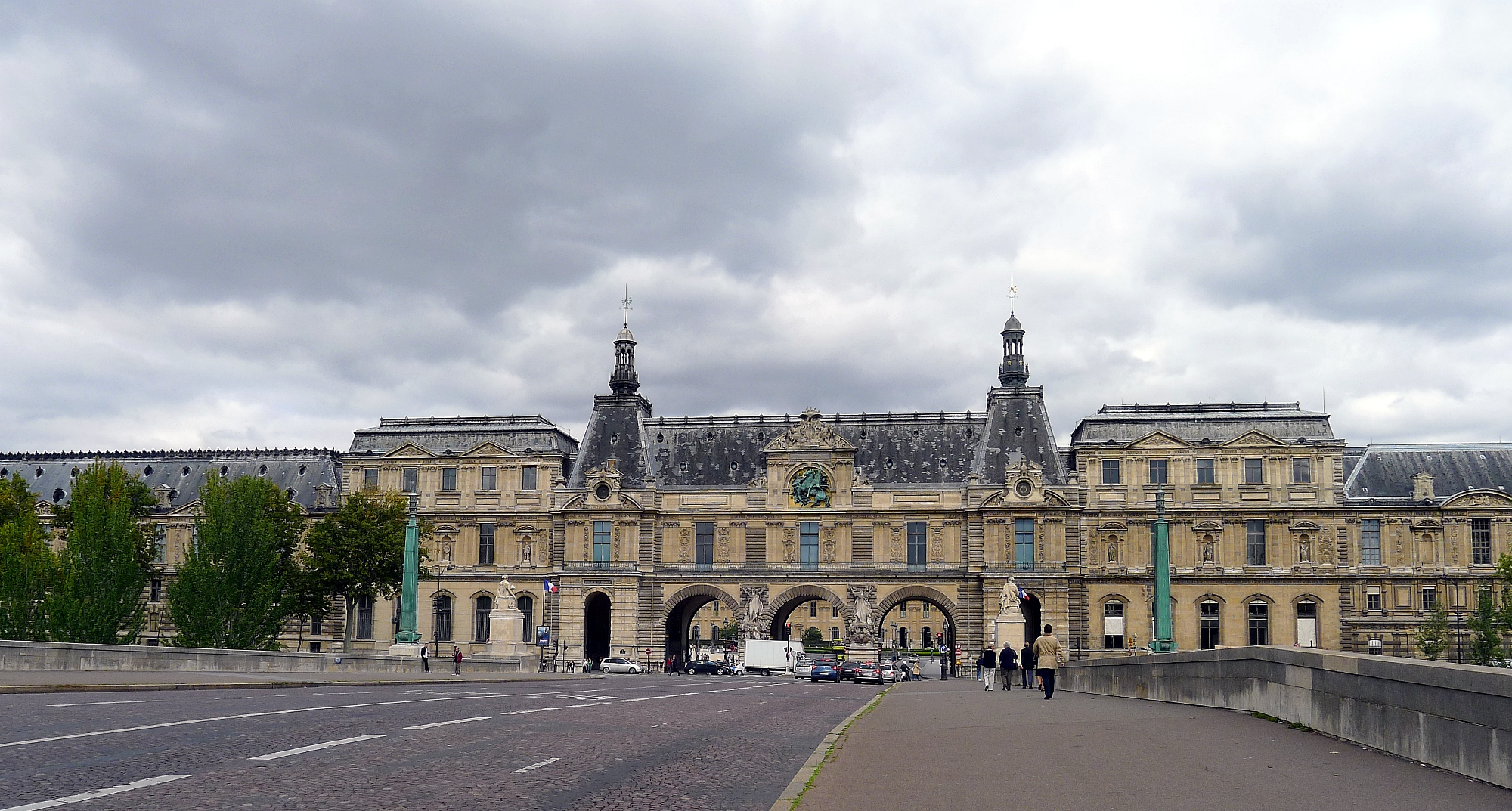
Sur le pont du Carrousel en direction du Louvre.
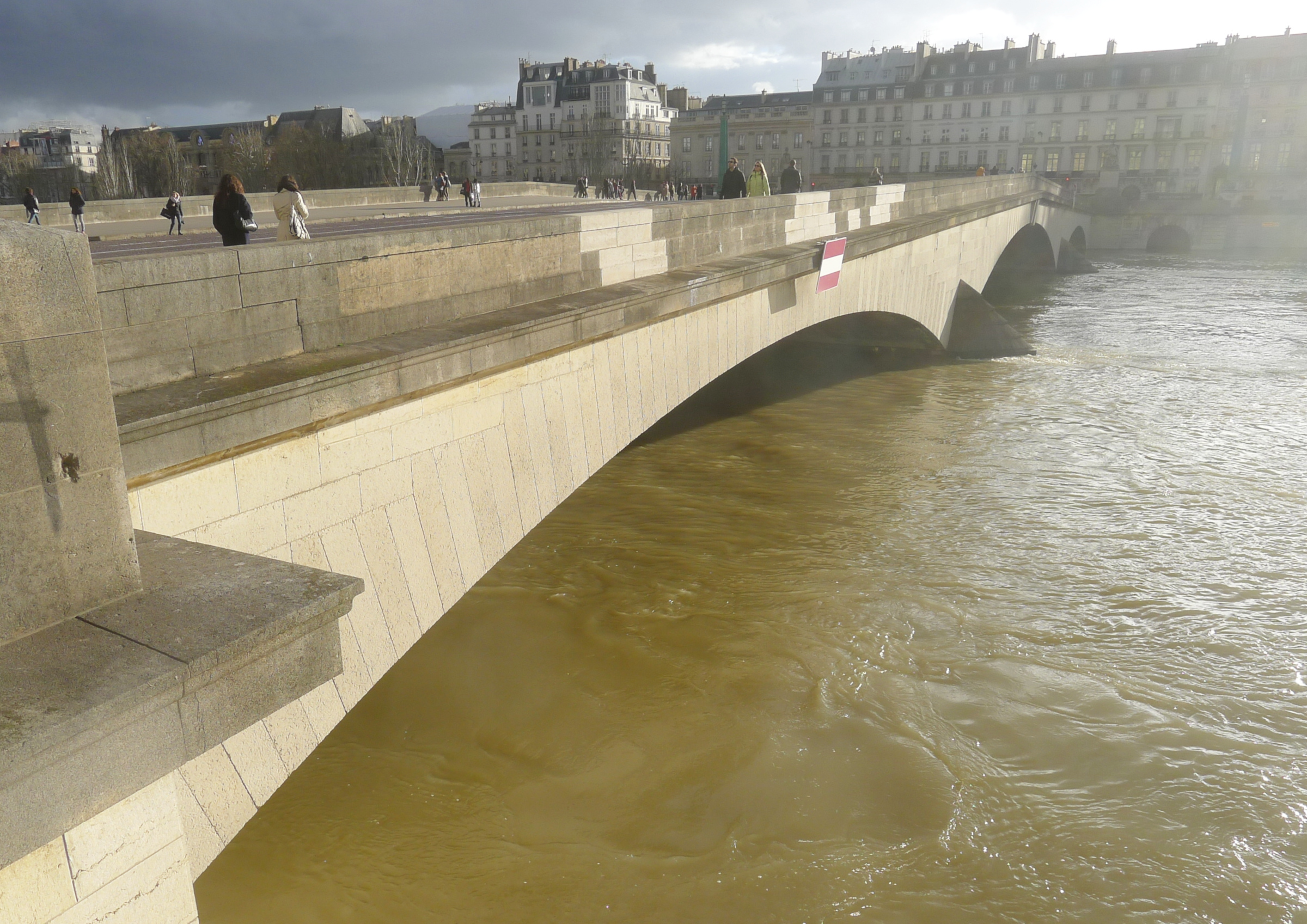
Pont du Carrousel lors de la crue de janvier 2018.

### Événements
Le 1er mai 1995, Brahim Bouarram, un Marocain de 29 ans, est jeté dans la Seine par une bande de skinheads sortie des rangs de la manifestation du Front national.
En 2003, le maire de Paris Bertrand Delanoë, au nom des citoyens parisiens, a honoré sa mémoire et celle de toutes les victimes du racisme par la pose d’une plaque contre l’oubli et pour le refus des discours de haine.

## Dans les arts

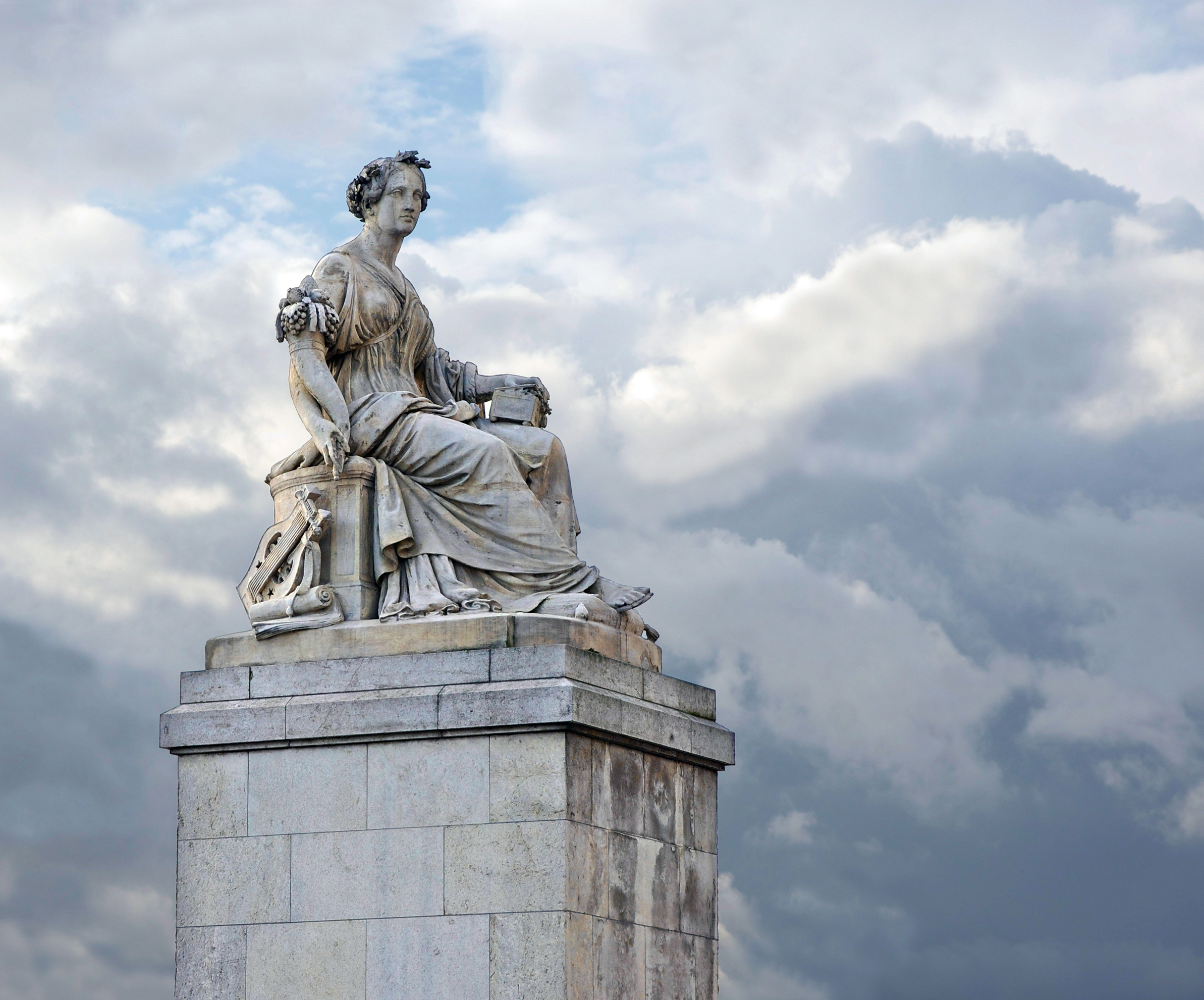
L'Abondance par Louis Petitot (1846), pont du Carrousel à Paris.

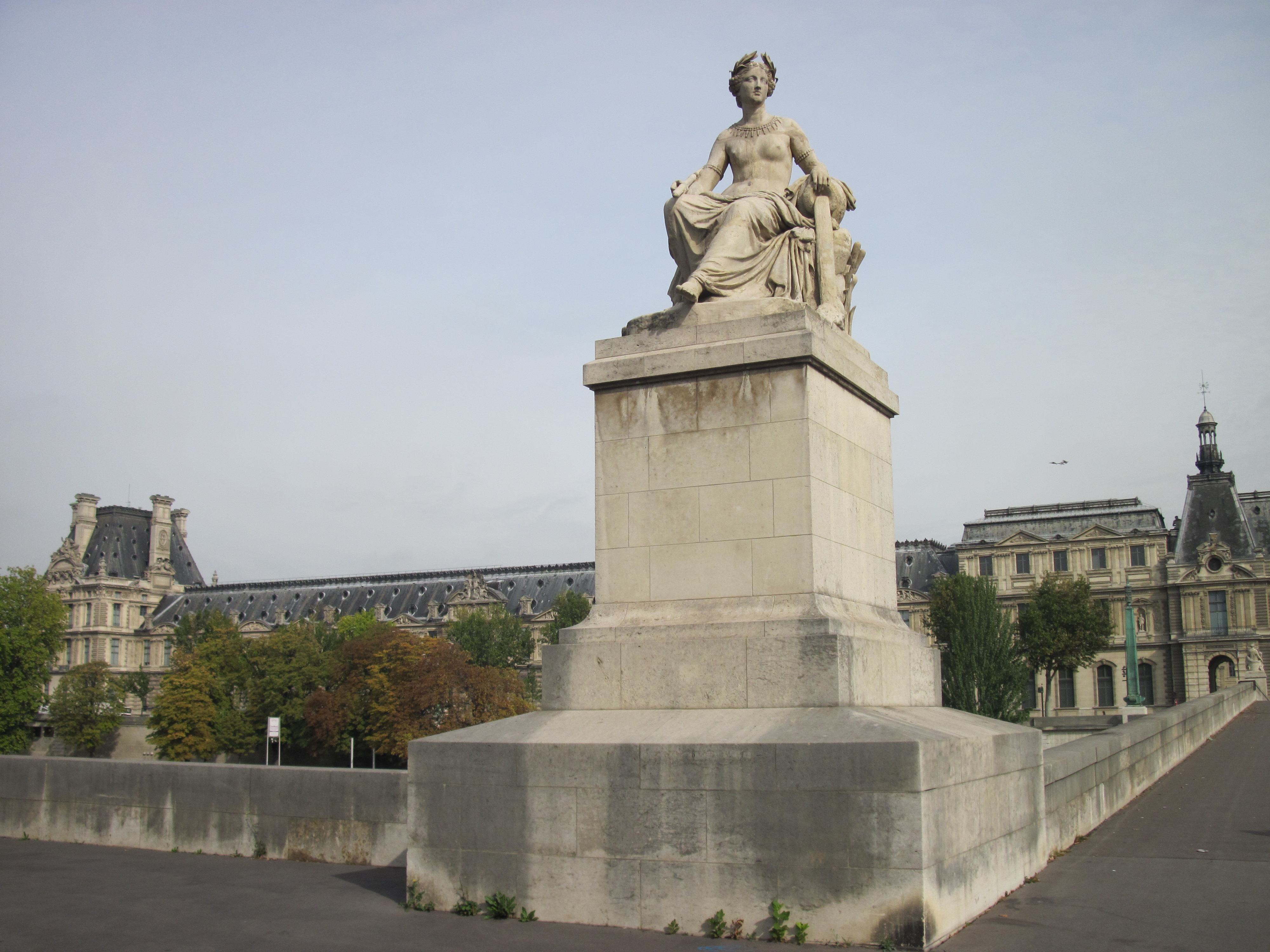
La statue symbolisant la Seine due à Louis Petitot.

- Le peintre néo-impressionniste Maximilien Luce a réalisé en 1890 une huile sur toile titrée Le Louvre et le pont du Carrousel. Effet de nuit.
- Georges Stein a réalisé un tableau intitulé Paris. Le pont du Carrousel, représentant des personnages circulant sur le pont devant les guichets du Louvre.
- L'Américain Edward Hopper représente le premier pont dans son tableau Pont du Carrousel and Gare d'Orléans (1907).
- L'artiste moderne Makiko Nakamura a lui aussi intitulé une œuvre Pont du Carrousel, un tableau très sombre.
- L'Italien Paolo Frongia représente le pont dans son tableau La Senna, al mattino, da pont du Carrousel.
- Pont du Carrousel est le titre d'un poème en allemand de Rainer Maria Rilke.
- Le Pont du Carrousel est le titre d'une chanson du groupe Zebda, en référence à l'assassinat de Brahim Bouarram en 1995.